# لکس (مجموعه تلویزیونی)
لکس (انگلیسی: LAX) یک مجموعه تلویزیونی درام است که در فرودگاه بین‌المللی لس آنجلس قرار دارد و نام خود را از کد فرودگاهی یاتای این فرودگاه (LAX) می‌گیرد.